# Promare
«Promare» (яп. プロメア, Puromea, також «Промар») — японський анімаційний фільм режисера Хіроюкі Імаіші, спродюсований студіями Studio Trigger і XFLAG. Сценарій аніме написав Кадзукі Накасіма, разом з яким Хіроюкі Імаіші працював над серіалами «Ґуррен Лаґанн» (2007) і «Kill la Kill» (2013). Японська прем'єра відбулася 24 травня 2019 року.

## Сюжет
Землю охоплює глобальна катастрофа самозаймання частини населення. Мутована раса людей зі здатністю до пірокінезу отримує назву «Полум'янці». Після десятків років протистояння більшість полум'янців переховується, або ж ув'язнені. Залишається радикальна група під керівництвом Ліо Фотіа, які періодично здійснюють підпали у Промеполісі. Під час однієї з таких атак їм кидає виклик Ґало Тімос, член загону вогнеборців, що вирушають на порятунок людей у місця займання. Юному пожежнику вдається розбити полум'янців і впіймати Ліо Фотіа, за що він отримує орден з рук мера Промеполіса Крея Форсайта, який раніше врятував Ґало життя. Ліо та його поплічників садять у в'язницю для полум'янців, де йому вдається організувати масову втечу. Ґало випадково виявляє місце сховку втікачів. Зі слів Ліо він дізнається, що Форсайт використовує полум'янців для наукових експериментів.
Ґало вирушає до Крея, щоб дізнатися правду. Форсайт показує йому свій проєкт зі переселення вибраного населення на іншу планету. Виявляється, Земля на порозі гибелі через збільшення активності магми. Для створення переміщення Форсайт хоче використати силу полум'янців, що неминуче веде до їхньої гибелі. Ґало відмовляється підтримувати проєкт Форсайта і його ув'язнюють. Тим часом усіх полум'янців, крім Ліо, знову виловлюють. Ліо повертається у Промеполіс, щоб відплатити Крею Форсайту. Однак його зупиняє Ґало, якому вдається вирватися з полону через пожежу.
Через суперечку обидва падають у замерзле озеро за містом, де знаходять лабораторію вченого Деуса Промета. Його голографічна проєкція розповідає героям, що Крей Форсайт убив Промета й привласнив собі його винаходи. Виявляється поява полум'янців викликана проникненням інопланетної форми життя, т. зв. Промар, з іншого всесвіту, а підвищення активності Земної магми спричинили саме експерименти над полум'янцями. Щоб зупинити Форсайта, Деус дає героям меху «Deus X Machina». Зрештою, Ґало та Ліо перемагають Форсайта, поєднавши сили всіх полум'янців дають Промарам повністю вигоріти й рятують Землю від гибелі.

## Виробництво
«Promare» було анонсовано на Лос-Анджелеському Anime Expo 2 липня 2017 року. Сіґето Кояма розробив дизайн персонажів. Студія Sanzigen працювала над елементами комп'ютерної 3D-анімації. Логотип фільму створили Саісі Ітіко та Томотака Кубо.

## Саундтрек
Головні пісні фільму «Kakusei» та «Kōri ni Tojikomete» виконав японський рок-гурт «Superfly». Музику написав композитор Хіроюкі Савано, відомий саундтреками до популярних аніме, серед яких «Shingeki no Kyojin» і «Kill la Kill».
Автор музики Хіроюкі Савано. 
| Promare Original Soundtrack | Promare Original Soundtrack | Promare Original Soundtrack | Promare Original Soundtrack | Promare Original Soundtrack |
| #                           | Назва                       | Автор слів                  | Performer(s)                | Тривалість                  |
| --------------------------- | --------------------------- | --------------------------- | --------------------------- | --------------------------- |
| 1.                          | «Inferno»                   | Benjamin Anderson mpi       | Benjamin Anderson mpi       | 3:54                        |
| 2.                          | «PRO//MARE»                 |                             |                             | 3:47                        |
| 3.                          | «GAL-OTHY-MOS»              |                             |                             | 5:09                        |
| 4.                          | «ΛsHEs»                     | cAnON.                      | Gemie                       | 2:21                        |
| 5.                          | «WORLDBIGFLAMEUP»           |                             |                             | 4:27                        |
| 6.                          | «PROMARETHEME»              |                             |                             | 3:18                        |
| 7.                          | «BangBangBUR!…n?»           |                             |                             | 5:56                        |
| 8.                          | «NEXUS»                     | Benjamin Anderson mpi       | Laco                        | 3:49                        |
| 9.                          | «BAR2tsuSH»                 |                             |                             | 5:27                        |
| 10.                         | «DeusPRO召す»               |                             |                             | 5:17                        |
| 11.                         | «fanFAREpiZZA»              |                             |                             | 3:36                        |
| 12.                         | «ΛsHEs ～RETURNS～»         | cAnON.                      | Gemie                       | 2:24                        |
| 13.                         | «燃焼ING-RES9»              |                             |                             | 2:09                        |
| 14.                         | «BAR2NG4女14yoN»            |                             |                             | 3:11                        |
| 15.                         | «904SITE»                   |                             |                             | 2:34                        |
| 16.                         | «REG-GIRT»                  |                             |                             | 2:27                        |
| 17.                         | «RE:0»                      |                             |                             | 2:38                        |
| 18.                         | «PIROMARE»                  |                             |                             | 2:20                        |
| 19.                         | «Gallant Ones»              | Benjamin Anderson mpi       | Benjamin Anderson mpi       | 2:54                        |
| 20.                         | «stRE:0ings»                |                             |                             | 2:27                        |
| 21.                         | «火-YO!人»                  |                             |                             | 5:21                        |
| 1:15:26                     |                             |                             |                             |                             |

## Касові збори
У прем'єрний вікенд «Promare» опинився на восьмій позиції японського бокс-офісу, заробивши 41,4 млн ¥. Сумарні збори в Японії склали 1,5 млрд ¥. Міжнародні збори фільму склали 7 151 775 $.

## Критика
«Promare» отримав переважно позитивні відгуки кінокритиків і глядачів. На сайті Rotten Tomatoes рейтинг фільму, складений на основі 27 рецензій, становить 96 %. У консенсусі відгуків зазначено: «Візуально яскравий, наративно-жвавий, «Promare» є барвистою бентежною мандрівкою, що розважить як дорослих аніме-ентузіастів, так і підлітків із цільової аудиторії». На Metacritic стрічка має середню оцінку 77 зі 100, на основі відгуків восьми критиків.
Кінокритик із «Little White Lies» поставив аніме 4 з 5, у підсумку назвавши його «так само чарівним, як і божевільним». Роббі Колін із видання «The Telegraph» також оцінив «Промар» на 4/5, відзначивши «дику розважальність», «нахабну сміховинність» і темп, завдяки якому «тривалість дві години відчувається як 45 секунд». Оглядач RogerEbert.com Ґленн Кенні написав у своїй рецензій наступне: «Креативні енергія й виконання на екрані, попри загальний тональний ухил у підліткову авдиторію, постійно притягують увагу», — й оцінив аніме на 3 з 4. «Веселі персонажі, стильна анімація та постійне нарощення дії «Promare» створюють великий перший повнометражний фільм від студії Trigger», — йдеться у рецензій сайту IGN. У відгуку ресурсу про кіно «Flashforward Magazine» виділяється яскравий стиль, дизайн персонажів, вдале використання тропів мехи та масштабність бойових сцен у «Промар».

## Нагороди
| Рік  | Премія  | Категорія                              | Номінант  | Результат |
| ---- | ------- | -------------------------------------- | --------- | --------- |
| 2020 | Майніті | Найкращий анімаційний фільм            | «Promare» | Номінація |
| 2020 | Енні    | Найкращий незалежний анімаційний фільм | «Promare» | Номінація |